# Farley Granger
Farley Granger (San Jose, 1 juli 1925 - New York, 27 maart 2011) was een Amerikaanse acteur. Hij speelde onder meer in de Hitchcock-films Strangers on a Train en Rope.

## Biografie
Granger was de zoon van Eva Mae en Farley Earle Granger. De Grangers waren een rijk gezin en hadden een strandhuis in Capitola. Na de beurscrash van 1929 werd de familie verplicht hun huis en enkele persoonlijke bezittingen te verkopen. De Grangers verhuisden naar de autozaak van de vader.
Na zijn schoolperiode werd Granger opgemerkt door Hollywood-producent Samuel Goldwyn, de grondlegger van MGM. Hij kreeg een kleine rol in de film The North Star (1943). Er volgde een contract en een grote rol in de oorlogsfilm The Purple Heart (1944) van regisseur Lewis Milestone.
Uiteindelijk trok de jonge acteur het leger in. Na een korte periode belandde hij terug in Hollywood. Granger werd verplicht een artiestennaam te zoeken. Enkele voorstellen van de studio waren Gregory Gordon en Kent Clark. Maar Granger was fier op z'n afkomst en wilde geen artiestennaam. Na een gesprek met Samuel Goldwyn mocht hij zijn naam behouden. Goldwyn bood hem ondertussen de rol van een hersenverlamd personage aan in de film The Best Years of Our Lives (1946). Uiteindelijk gaf de producent de rol aan oorlogsveteraan Harold Russell.
De rol die Granger vertolkte in Enchantment (1948), aan de zijde van onder meer David Niven, werd niet enthousiast onthaald door Goldwyn en dus werd hij uitgeleend aan de bekende producent-regisseur Alfred Hitchcock. Aan de zijde van James Stewart en John Dall speelt hij de hoofdrol in Rope (1948). Het leek de grote doorbraakperiode van Granger te worden. Hij speelde onder meer de hoofdrol in They Live by Night (1949), een film noir van regisseur Nicholas Ray.
Goldwyn probeerde ondertussen voor het filmpubliek een filmkoppel te vormen. Hij plaatste Granger aan de zijde van Joan Evans in de films Rosanna McCoy (1949), Edge of Doom (1950) en Our Very Own (1950). De films leverden, ondanks goede kritieken, niet het gewenste resultaat op voor Goldwyn. Opnieuw werd de acteur uitgeleend aan Hitchcock.
Samen met Robert Walker speelde hij mee in Strangers on a Train, de succeshit van Hitchock. Maar Granger kon de lijn niet doortrekken en belandde in enkele minder succesvolle films zoals I Want You. Daarom trok hij in 1954 naar Italië waar hij samenwerkte met regisseur Luchino Visconti. Granger vertolkt de rol van Franz Mahler in Senso (1954).
Uiteindelijk trok Granger zich gedeeltelijk terug uit de filmwereld en richtte zich meer op de theaterwereld. Hij werd een Broadway-acteur en verscheen later nog in een reeks bekende Italiaanse films zoals Lo chiamavano Trinità (1970). Granger verscheen uiteindelijk in nog enkele televisieseries en films. Zijn laatste filmrol dateert van 2001.
- Bibsys: 98029233
- Biblioteca Nacional de España: XX1063975
- Bibliothèque nationale de France: cb13948682q (data)
- Gemeinsame Normdatei: 132870312
- International Standard Name Identifier: 0000 0001 1439 810X
- Library of Congress Control Number: no90015345
- MusicBrainz: 90b6f8eb-4d12-41c7-91f4-6a61d674f75c
- Nationale Bibliotheek van Tsjechië: xx0155485
- Nationale bibliotheek van Australië: 35227092
- Nationale Bibliotheek van Israël: 987007423862105171
- Nederlandse Thesaurus van Auteursnamen: 230017002
- SNAC: w6n65zkw
- Système universitaire de documentation: 052196887
- Virtual International Authority File: 24792718
- WorldCat: E39PBJktw7kYCR9MV64bbq6Myd